# サンドイッチマン
サンドイッチマン（サンドウィッチマン、英:sandwich man）とは、広告宣伝手法の一つで、人の胴の前面と背中の両方に宣伝用の看板（サンドイッチ・ボード）を取り付け、町中にたたずみ、あるいは歩行する広告手法、およびその看板を取り付けられた人のことをいう。
人間広告塔の形態のひとつである。

## 概要
19世紀半ば頃から使用されている広告手法である。写真のように、胴の前面と背中とに広告看板を取り付け、繁華街の特定の場所にずっと立っているか、あるいは特定の場所を歩いて回る。人の好奇の目を引きながら看板を見せることにより、広告効果をもたらす。
非常に高額な費用を掛けなければ出せない繁華街の一等地において合法的に看板を（人件費のみで）出せる、経済的な手段である。
広告主とサンドイッチマンの関係として、以下のパターンがある。
- 広告主がサンドイッチマンに宣伝を依頼する。
- 広告主の関係者（店舗の従業員、学園祭・文化祭などのイベントのスタッフなど）が宣伝のため、サンドイッチマンとなる。
- 「仕事を探しています」などのように、サンドイッチマンが自分自身を宣伝する[1]。

## 日本
日本においては、遅くとも明治末期の頃には、このような宣伝手法に従事する者は広告人夫と呼ばれていたが、大正時代にはサンドイッチマンという呼称も同義で使用され始めている。
その後、第二次世界大戦後間もない頃の1951年（昭和26年）から1952年（昭和27年）ごろが全盛期であったと指摘されている。

### 法的根拠
日本国内においては、都道府県（もしくは都道府県が認めた市町村）が各種屋外広告を独自に条例で規制することを屋外広告物法で認めているが、その多くは人体に設置した広告について条例の適用除外とし、道路を含めた公共地での掲示を容認している。例えば東京都の場合、
と明記し、公道や公園に代表される広告禁止区域（第六条規定）、知事の許可が必要な区域（第八条規定）であっても許可している。
ただし例外もあり、条件が設けられている場合や、人の適用除外が不明確な自治体が存在するので注意を要する。以下に例を挙げる。
- 栃木県 - 広告の表示面積が0.5m2以下の場合のみ適用除外とする[注釈 2] 。
- 山梨県 - 自動車、船舶等の広告を禁止区域規定（第六条）の適用除外とするには知事の許可が必要としている[8]。
- 神奈川県 - 自動車、船舶を適用除外と明記しているが、人を含めていない[9]。

なお、思想活動・政治活動を目的としたものや、慣例的な場合等、目的によっては別途規定を設けた上で制限が緩和されている場合がある。

### 楽曲
サンドイッチマンをテーマとした曲としては、1953年（昭和28年）に『街のサンドイッチマン』（作詞：宮川哲夫 / 作曲：吉田正 / 歌：鶴田浩二）が（後年には吉永小百合もカバーしている）という曲が発売され、ヒットした。この曲は、戦後の窮乏期に元連合艦隊司令長官高橋三吉大将の子息が、生活苦のため1948年（昭和23年）から銀座でサンドイッチマンをしていたという実話を基にしている。
RCサクセションの『忠実な犬（Doggy）』（作・歌：忌野清志郎）には渋谷の街を歌っているように聴かせる曲中でサンドイッチマンに言及する歌詞がある。